# Route 462 (Terre-Neuve-et-Labrador)
Pour les articles homonymes, voir Route 462.
La route 462 est une route tertiaire de la province de Terre-Neuve-et-Labrador d'orientation nord-sud située dans l'ouest de l'île de Terre-Neuve, à l'ouest de Stephenville. Elle est une route faiblement empruntée reliant la route 460 à Point au Mal et à Fox Island River, en suivant la rive est de la baie Port au Port. Route alternative de la 460, elle est nommée Point au Mal Road, mesure 19 kilomètres, et est une route asphaltée sur l'entièreté de son tracé.

## Communautés traversées
- Port-au-Port
- Point au Mal
- Fox Island River